# Mittelmeerfruchtfliege
Die Mittelmeerfruchtfliege (Ceratitis capitata) zählt zur rund 4.500 Arten umfassenden Familie der Bohrfliegen (Tephritidae), ist also mit den ebenfalls zuweilen als „Fruchtfliegen“ bezeichneten Taufliegen (Drosophilidae) nicht näher verwandt. Sie ist wie die Mehrzahl der Bohrfliegen durch auffällig gefleckte Flügel und bei den Weibchen zusätzlich durch eine Legeröhre gekennzeichnet. Als wirtschaftlich weltweit bedeutendste Art der Bohrfliegen ist die Mittelmeerfruchtfliege ein vor allem in den Tropen und Subtropen gefürchteter Schädling im Obst- und Gemüseanbau, da sich ihre polyphagen Larven im Fruchtfleisch bzw. Gewebe zahlreicher Pflanzenarten entwickeln können. Auch nach Mitteleuropa wird sie regelmäßig eingeschleppt, ohne dort jedoch dauerhafte Populationen aufbauen zu können.

## Merkmale
Die Imago ist 3,5 bis 5 mm lang. Das Abdomen ist gelblich mit brauner Tönung. Die Facettenaugen sind rötlich-violett mit grünlichem Schimmer. Männchen tragen nahe dem inneren Augenrand ein verlängertes, spatelig verbreitertes Borstenpaar. Der stark buckelige Thorax ist weißlich bis gelblich mit charakteristischer schwarzer Zeichnung. Die Legeröhre (Ovipositor) der Weibchen ist gestreckt 1,2 mm lang. Die hyalinen Flügel sind schwarz und bräunlich gezeichnet, durch die Flügelmitte zieht sich ein breites braungelbes Band.
Die etwa einen Millimeter langen Eier sind schlank, gekrümmt, glatt und durchscheinend weiß. Der Bereich der Mikropyle ist höckrig. Die Larven sind weiß und im letzten ihrer drei Entwicklungsstadien etwa 7 bis 9 mm lang. Ausgewachsene Larven können, wenn sie aus Früchten entnommen werden, mehrfach etwa 25 mm weite „Sprünge“ vollführen. Die Puppe ist 4 bis 4,3 mm lang, zylindrisch und dunkelrotbraun.

## Lebensweise
Die Entwicklung der Mittelmeerfruchtfliege vom Ei bis zur Imago ist temperaturabhängig und dauert ungefähr bei 32 °C 16 Tage, bei 24 °C 30 Tage und bei 18 °C 100 Tage. Im Sommer Floridas sind etwa 21 bis 30 Tage typisch. In Hawaii, das ganzjährig günstige Bedingungen bietet, können bis zu 16 Generationen pro Jahr auftreten.
Das Weibchen legt ein bis zehn Eier in eine ein Millimeter tiefe Höhlung und kann bis zu 22 Eier am Tag legen. Während seines Lebens sind es bis zu 800 Eier, durchschnittlich etwa 300. Diese werden meist unter der Haut einer reifenden Frucht deponiert, oft unter Ausnutzung bereits vorhandener Risse. Heranreifende Früchte werden gegenüber bereits reifen bevorzugt. Die schlüpfenden Larven bilden Tunnel und bleiben bis fast zuletzt nahe beieinander. Die Entwicklungsstadien Ei, Larve und Puppe stagnieren, wenn die Temperatur auf 10 °C sinkt. In warmen Bedingungen schlüpfen die Larven nach 1,5 bis 3 Tagen. Sie durchlaufen drei Entwicklungsphasen. Bei 25° bis 26,1 °C dauert die gesamte Larvenphase nur 6 bis 10 Tage, dies ist aber auch vom Futter abhängig. Typisch sind 10 bis 15 Tage (unreifer Pfirsich) bis 14 bis 26 Tage (reife Zitrone). Die Verpuppung erfolgt meist im Boden. Bei 24,4 °C bis 26,1 °C dauert die Puppenruhe 6 bis 13 Tage.
Der Schlupf der Imagines erfolgt bei warmem Wetter bevorzugt morgens. Die Tiere können nur über kurze Distanzen fliegen, können durch Wind jedoch auch über mehrere Kilometer verfrachtet werden. Frisch geschlüpft sind sie noch nicht fortpflanzungsfähig. Männchen pflanzen sich meist etwa fünf Tage nach dem Schlupf fort, die Weibchen können meist sechs bis acht Tage nach dem Schlupf befruchtet werden. Zwei Monate nach dem Schlupf sind in der Regel über 50 % der geschlüpften Tiere tot. Ist keine Nahrung verfügbar, sterben sie bereits nach vier Tagen. Manche Adulten können bei guten Ernährungsbedingungen und kühler Umgebung sechs Monate oder länger überleben.

## Nahrungspflanzen
Das Nahrungsspektrum der Mittelmeerfruchtfliege ist im Gegensatz zu vielen anderen Vertretern der Bohrfliegen sehr breit. Über 260 zumindest gelegentlich befallene Pflanzenarten sind bekannt. Bevorzugt werden dünnhäutige, im Reifezustand saftig-sukkulente Früchte. Das Fruchtfleisch wird durch die Tätigkeit der Larven zerstört und breiartig verflüssigt. Da die Larventunnel als Eingangspforten für Bakterien und Pilze dienen, ist für die Zerstörung der Früchte oft ein sekundärer mikrobieller Befall mitverantwortlich.
Befallen werden jedoch auch Gemüse, Blüten und Nussfrüchte. Die Nahrungspflanzen variieren abhängig von der Region; manche Arten werden nur unter Laborbedingungen, nicht aber im Freiland angenommen. Zu den besonders bevorzugten Arten zählen eine Reihe von Vertretern der Zitrusgewächse, aber auch Kaffee, Kaki, Feige, Mango und Arten der Gattung Prunus wie etwa Pfirsich. Unter den gelegentlich befallenen Arten sind ebenfalls wichtige Nutzpflanzen, wie Paprika, Papaya, Walnuss, Baumwolle und Avocado. Selten betroffene Arten sind z. B. Litschi, Banane oder Dattelpalme.

## Herkunft, Verbreitung und Befallsgebiete
Das Herkunftsgebiet der Mittelmeerfruchtfliege liegt nicht im Mittelmeerraum, sondern dem subsaharischen Afrika. Die genaue Region ist unklar, möglicherweise stammt die Art aus Kenia. Durch den globalen Obsthandel tritt sie jedoch inzwischen weltweit in zahlreichen Regionen auch außerhalb Afrikas mehr oder weniger regelmäßig auf, neben dem Mittelmeerraum etwa in Australien und den Staaten Süd- und Mittelamerikas. Da sie trotz ihrer tropischen Herkunft eine vergleichsweise hohe Anpassungsfähigkeit an tiefere Temperaturen besitzt, dringt sie nicht nur bis in südliche Bundesstaaten der USA vor, sondern kann sich auch in Mitteleuropa, wo sie regelmäßig eingeschleppt wird, unter günstigen Bedingungen vermehren, übersteht allerdings dort den Winter nicht. Da sie im Obstbau schwere Schäden verursachen kann, wird sie vielerorts vehement bekämpft, was beispielsweise in Neuseeland, wo sie 1996 in Auckland auftauchte, zur erfolgreichen Ausrottung führte.

### Mittel- und Westeuropa
Spätestens 1937 trat die Mittelmeerfruchtfliege im Raum Frankfurt am Main auf. 1939 und erneut 1952 vernichtete sie dort die Pfirsichernte. Auch in Österreich, der Schweiz und Frankreich tritt sie regelmäßig in Erscheinung. In manchen Obstbaugebieten der Räume Basel, Paris und Genf wurde wegen dieser Art der Pfirsichanbau aufgegeben.

### USA
Die in den USA oft auch kurz als „Medfly“ bezeichnete Fliege wurde um 1907 aus Australien nach Hawaii eingeschleppt. 1929 ist ihr erstes Auftreten auf USA-Festland dokumentiert. Betroffene Bundesstaaten sind seitdem Texas, Kalifornien und Florida. Durch massive Bekämpfung konnte offenbar bislang eine dauerhafte Besiedlung vermieden werden, aber insbesondere in Kalifornien und Florida kommt es immer wieder zu Ausbrüchen.

#### „Medfly-Krise“ in Kalifornien
Anfang der 1980er-Jahre lösten Bekämpfungsmaßnahmen gegen die Mittelmeerfruchtfliege in Kalifornien die sogenannte „California Medfly-Crisis“ aus, die zeitweise Züge einer Massenhysterie annahm. Im Juni 1980 wurden im Santa Clara County Fliegen gefunden. Da bei dauerhafter Etablierung des Insekts hohe ökonomische Schäden befürchtet wurden, kam es zunächst zu lokalen Bekämpfungsmaßnahmen. Da diese bis Ende 1980 erfolglos blieben, wurde mit Billigung des Gouverneurs eine 6-wöchige, großflächige Sprühaktion aus der Luft mit dem Insektizid Malathion geplant. Darauf kam es zu massivem Widerstand lokaler Umweltschutzgruppen. Malathion, eines der in den USA in Haus und Garten am häufigsten angewandten Pestizide, besitzt nur einen geringen Grad akuter Toxizität für den Menschen. Allerdings traten auch Fachleute auf, die aus manchen Studien eine menschliche Gefährdung herleiten wollten. Andere argumentierten mit der Bienengefährlichkeit des Mittels und der Gefährdung von Fischen und hielten – wenn überhaupt – eine Bekämpfung mit biologischen Mitteln für ausreichend. In der Öffentlichkeit entstanden zeitweilig Zustände, die fast einer Massenpanik gleichkamen. Ein Komitee neutraler Fachleute kam jedoch zum Schluss, dass weder Kurz- noch Langzeitgefährdung der Bevölkerung bestehe. Durch massive Aufklärungsmaßnahmen, Einrichtung einer Hotline für die Bevölkerung etc. flaute die alarmierende Berichterstattung in den Medien allmählich ab. Das Amerikanische Rote Kreuz richtete Evakuierungsunterkünfte ein, die dann mangels Interesse im Lauf der durchgeführten großflächigen Sprühmaßnahmen wieder abgebaut wurden. Obwohl diese auf 6 weitere Counties ausgedehnt wurden (Gesamtfläche 1.300 Quadratmeilen, entspr. etwa 3.370 km²), war inzwischen allgemeine Beruhigung eingetreten. Die Bekämpfung selbst war erst im September 1982 abgeschlossen.
2007 und 2008 traten in Kalifornien erneut Befälle mit Mittelmeerfruchtfliegen auf, auf die mit massiven Maßnahmen (Versprühen von Pestiziden am Grund sowie Freisetzung steriler Männchen) reagiert wurde.

## Alternative Bekämpfungsmethoden
Neben dem Einsatz von Insektiziden beruht eine alternative Bekämpfungsmethode auf dem gezielten Aussetzen von Männchen, die durch Bestrahlung mit Gammastrahlen zuvor unfruchtbar gemacht wurden, der sogenannten Sterile-Insekten-Technik (SIT). Die Selektion männlicher Eier erfolgt bei der Mittelmeerfruchtfliege durch eine Behandlung mit warmem Wasser, die weibliche Embryonen, im Gegensatz zu den männlichen, abtötet. Die Population der Nachfolgegeneration wird auf diese Weise verringert, da sich Weibchen nur einmal paaren.
2009 wurde eine biotechnologische Bekämpfungsmethode beschrieben, die auf Einschleusung eines regulierbaren Letalitätsgens in männliche Individuen basiert. Es wird erst nach deren Freisetzung aktiviert und bewirkt ein frühzeitiges Absterben der Nachkommen. Feldstudien stehen bislang noch aus.

## Synonyme
- Ceratitis citriperda MacLeay
- Ceratitis hispanica De Brême
- Paradalaspis asparagi Bezzi
- Tephritis capitata Wiedemann